# Sydney (rugby)
Sydney es un equipo profesional de rugby de Australia con sede en la ciudad de Sídney.
Participa anualmente en el National Rugby Championship, la principal competición de la disciplina en el país.
Su representante en el Súper Rugby es la franquicia de Waratahs.

## Historia
Fue fundada en 2007 con la finalidad de participar en el Australian Rugby Championship 2007, competición en la que participó con el nombre Central Coastal Rays logrando el título del campeonato, al finalizar la temporada la competencia fue cancelada.
Desde el año 2014 participa en la principal competición entre clubes de Australia, en la que ha tenido malos resultados siendo su mejor participación ha sido el séptimo lugar en 2014 y 2015, entre 2014 y 2015 fueron conocidos como los North Harbour Rays, entre 2016 y 2018 como Sydney Rays y desde 2019 solo Sydney a secas.

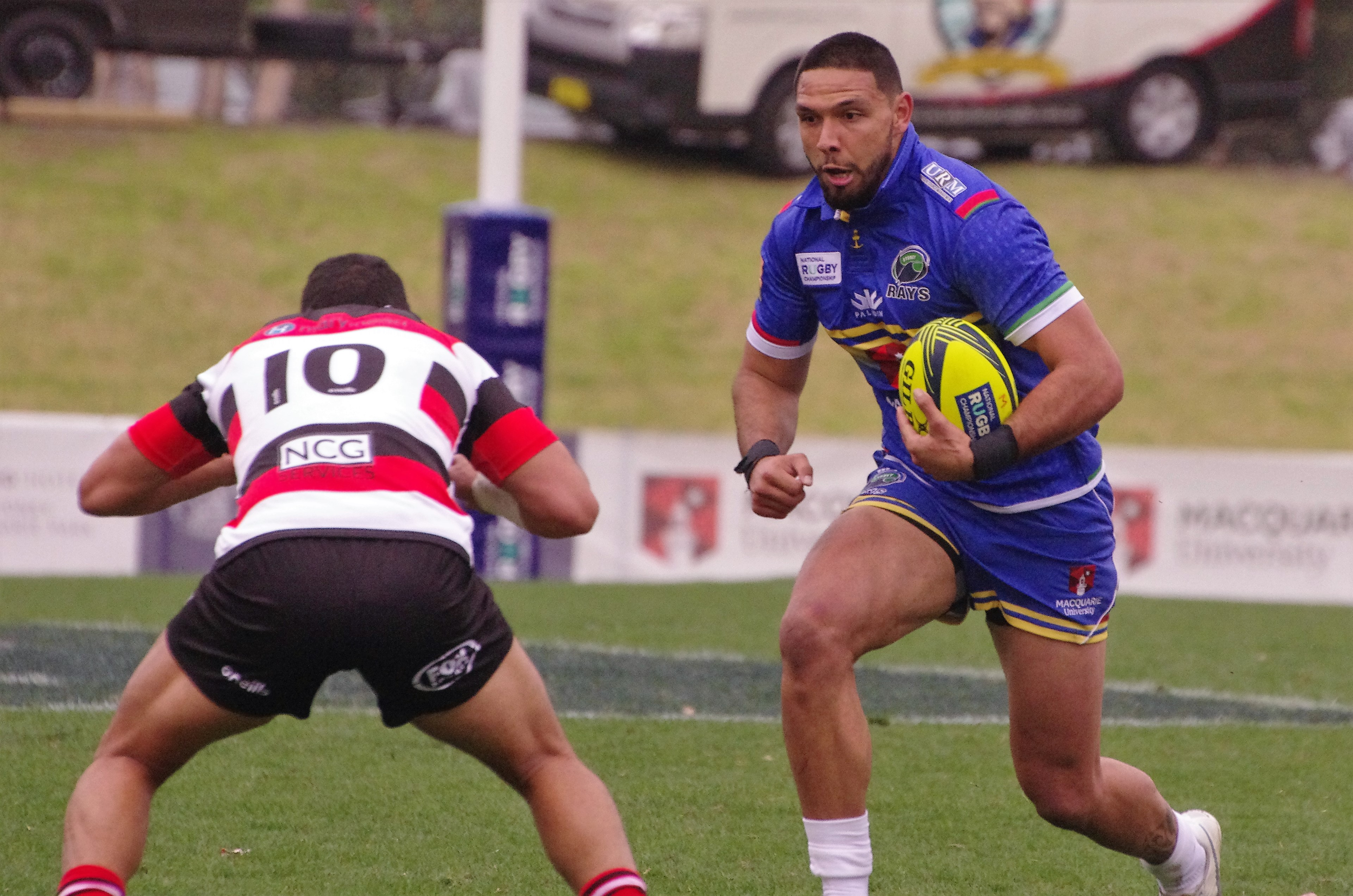
Curtis Rona jugó en Sídney en 2018.

## Palmarés
- Australian Rugby Championship : 2007